# Claude Vilgrain
Claude Vilgrain, né le 1er mars 1963 à Port-au-Prince en Haïti, est un joueur professionnel canadien de hockey sur glace d'origine haïtienne.
Né en Haïti, il vécut son enfance à Charlesbourg en banlieue de Québec où il eut ses premiers contacts avec le hockey.

## Repêchage
En 1982, il est choisi au cours du repêchage d'entrée dans la Ligue nationale de hockey par les Red Wings de Détroit en 6e ronde, 107e position.

## Carrière en club
- 1980-1983 Voisins de Laval (LHJMQ)
- 1983-1985 Université de Moncton (USIC)
- 1985-1987 Équipe Canada (International)
- 1987-1988 Équipe Canada (International) et Canucks de Vancouver (LNH)
- 1988-1989 Admirals de Milwaukee (LIH) et Devils d'Utica (LAH)
- 1989-1991 Devils d'Utica (LAH)
- 1991-1992 Devils du New Jersey (LNH)
- 1992-1993 Devils du New Jersey (LNH), Cyclones de Cincinnati (LIH) et Devils d'Utica (LAH)
- 1993-1994 Hershey Bears (AHL) et Flyers de Philadelphie (NHL)
- 1994-1995 Équipe Canada (International) et SC Herisau (LNA suisse)
- 1995-1997 SC Herisau (LNA suisse)
- 1997-1998 Lions de Frankfurt (DEL)
- 1998-1999 Schwenninger Wild Wings (DEL)
- 1999-2001 HC Bienne (LNB suisse)
- 2001-2002 CP Berne (LNA suisse)

## Carrière internationale
Il représente le Canada lors des Jeux olympiques d'hiver de 1988

## Distinctions
- Meilleur joueur LNB 1999-2000 avec le HC Bienne